# Wurmkos
Wurmkos è un laboratorio di arti visive creato nel 1987 da Pasquale Campanella e dalle persone con disagio psichico utenti della Cooperativa Lotta contro l'Emarginazione di Sesto San Giovanni, ottenendo ampi riconoscimenti 
Nel 2001 ha partecipato alla XLIX Biennale di Venezia.
Nel 2011 ha vinto il Premio Ciampi di Livorno.